# Diurideae
Diurideae – plemię roślin z rodziny storczykowatych (Orchidaceae). Obejmuje 9 podplemion, ponad 30 rodzajów i 1000 gatunków występujących w Azji, Australii i Oceanii.

## Systematyka
Plemię sklasyfikowane do podrodziny storczykowych (Orchidoideae) w rodzinie storczykowatych (Orchidaceae), rząd szparagowce (Asparagales) w obrębie roślin jednoliściennych.
Wykaz podplemion
- Acianthinae Schltr.
- Caladeniinae Pfitzer
- Cryptostylidinae Schltr.
- Diuridinae Lindl.
- Drakaeinae Schltr.
- Megastylidinae Schltr.
- Prasophyllinae Schltr.
- Rhizanthellinae R.S. Rogers
- Thelymitrinae Lindl.